# Ryota Kobayashi
Ryota Kobayashi (小林 亮太 Kobayashi Ryota?, nacido el 22 de junio de 1988 en Gunma) es un exfutbolista japonés. Jugaba de defensa y su último club fue el Grulla Morioka de Japón.

## Trayectoria

### Clubes
| Club                     | País     | Año         |
| ------------------------ | -------- | ----------- |
| Thespa Kusatsu           | Japón    | 2007 - 2010 |
| Ohara JaSRA              | Japón    | 2007        |
| Albirex Niigata Singapur | Singapur | 2008 - 2009 |
| Arte Takasaki            | Japón    | 2011        |
| Grulla Morioka           | Japón    | 2012 - 2016 |

## Estadística de carrera

### J. League
| Club           | Año   | J. League | J. League | Copa J. League | Copa J. League | Total | Total |
| Club           | Año   | Part.     | Goles     | Part.          | Goles          | Part. | Goles |
| -------------- | ----- | --------- | --------- | -------------- | -------------- | ----- | ----- |
| Thespa Kusatsu | 2007  | 0         | 0         | -              | -              | 0     | 0     |
| Thespa Kusatsu | 2008  | 0         | 0         | -              | -              | 0     | 0     |
| Thespa Kusatsu | 2010  | 0         | 0         | -              | -              | 0     | 0     |
| Grulla Morioka | 2014  | 30        | 2         | -              | -              | 30    | 2     |
| Grulla Morioka | 2015  | 25        | 4         | -              | -              | 25    | 4     |
| Grulla Morioka | 2016  | 2         | 0         | -              | -              | 2     | 0     |
| Total          | Total | 57        | 6         | 0              | 0              | 57    | 6     |